# Província d'Ankara
Província d'Ankara (en turc Ankara ili) a la part central de Turquia, és el lloc on es troba la capital del país, és a dir, la ciutat d'Ankara.
Ankara també donava el seu nom a l'antiga Província d'Ankara de l'Imperi Otomà (vilayet) que cobria una àrea més gran que la província actual.

## Geografia
Està situada a les grans planes d'Anatòlia central, amb boscos de muntanyes al nord i la plana seca de Konya al sud. La plana és irrigada pels sistemes dels rius Sangari i Kızılırmak, el pantà de Saryar i molts llacs naturals i piscines. Un 50% de la terra és utilitzada per a l'agricultura, un 28% és bosc i 10% més són prades. El gran Tuz Gölü (nom que en turc vol dir llac salat) està situat parcialment en aquesta província. El punt més alt és l'Işık Dağı, a 2.015 metres.
El clima és calent i sec a l'estiu, fred i amb neu a l'hivern, humit al nord de la província i amb planes més seques al sud.

## Història
Vegeu Ankara per a la història d'aquesta regió, que ha vist el pas de grans civilitzacions nombroses incloent-hi frigis, lidis, perses i Alexandre el Gran, gàlates; la ciutat d'Ankara que va esdevenir un baluard fortificat de l'Imperi Romà d'Orient; llavors va caure en mans dels seljúcides, i més tard en mans de l'Imperi Otomà; finalment, fou escolida per Mustafa Kemal Atatürk com a seu del parlament turc el 1920 i posteriorment, el 1923 com la ciutat capital de Turquia.

## Districtes
- Akyurt
- Altındağ
- Ayaş
- Bala
- Beypazarı
- Çamlıdere
- Çankaya
- Çubuk
- Elmadağ
- Etimesgut
- Evren
- Gölbaşı
- Güdül
- Haymana
- Kalecik
- Kazan
- Keçiören
- Kızılcahamam
- Mamak
- Nallıhan
- Polatlı
- Sincan
- Yenimahalle
- Şereflikoçhisar